# Cidaria nugata
Cidaria nugata är en fjärilsart som beskrevs av Felder 1875. Cidaria nugata ingår i släktet Cidaria och familjen mätare. Inga underarter finns listade i Catalogue of Life.